# Tutte le poesie (1940-1953)
Tutte le poesie (1940-1953) è una raccolta dei versi di Rocco Scotellaro, poeta e narratore neorealista, nato a Tricarico e morto precocemente nel 1953 a soli trent'anni, pubblicata da Mondadori nella collana "Oscar" a cura di Franco Vitelli.
L'impegno intellettuale e sociale di Scotellaro si riflette nei suoi versi concreti e aspri, di una cantabilità popolare che riesce ad allacciarsi a tutte le esperienze più avanzate della poesia contemporanea.
Nelle sue poesie Scotellaro narra, con uno stile originale e inconfondibile, la vita che si vive nei campi, la fatica dei contadini del Sud, l'astuzia dei ladri di bestiame, la semplicità dei popolani, la vita dei piccoli abitati rurali e lo fa con quella efficacia e credibilità propria di chi ha mantenuto i contatti con la sua terra, la Basilicata, e non ha perso le sue radici.
Lo stile è originale e inconfondibile e il pregio di questa iniziativa editoriale è quella di aver riproposto, per poterlo apprezzare, un autore che, a causa della morte precoce, è stato presto dimenticato.

## Edizioni
- Rocco Scotellaro, Tutte le poesie (1940-1953), collana Oscar Mondadori, Mondadori, 2004,  p. 360, ISBN 88-04-53234-3.